# Ferny Creek
Ferny Creek är en del av en befolkad plats i Australien. Den ligger i kommunen Yarra Ranges och delstaten Victoria, omkring 33 kilometer öster om delstatshuvudstaden Melbourne. Antalet invånare är 1 536.
Runt Ferny Creek är det ganska tätbefolkat, med 222 invånare per kvadratkilometer.. Närmaste större samhälle är Berwick, omkring 17 kilometer söder om Ferny Creek.
I omgivningarna runt Ferny Creek växer i huvudsak städsegrön lövskog. Genomsnittlig årsnederbörd är 1 244 millimeter. Den regnigaste månaden är juli, med i genomsnitt 140 mm nederbörd, och den torraste är januari, med 49 mm nederbörd.